# Blepephaeus agenor
Blepephaeus agenor là một loài bọ cánh cứng trong họ Cerambycidae.